# 八田三郎 (内務官僚)
八田 三郎（はった さぶろう、1896年（明治29年）2月 - 没年不詳）は、日本の内務・警察官僚。官選鳥取県知事、陸軍司政長官。旧姓・和田。

## 経歴
三重県出身。和田綱紀の三男として生まれ、八田一精の養子となる。第八高等学校を卒業。1920年10月、高等試験行政科試験に合格。1921年、東京帝国大学法学部を卒業。内務省に入省し群馬県属となる。
以後、地方警視・大阪府警察部勤務、地方事務官・長崎県勤務、香川県書記官・学務部長、秋田県書記官・警察部長、奈良県書記官・学務部長、石川県書記官・警察部長、拓務書記官・警務課長、茨城県書記官・警察部長、長野県書記官・経済部長、奈良県総務部長、岡山県総務部長などを歴任。
1940年12月3日、鳥取県知事に就任。戦時体制の整備に尽力。1942年1月9日、依願免本官となり退官した。同年3月7日、第25軍軍政部付・ネグリセンビラン州知事、兼パハン州知事（同年5月11日まで）に就任。同月17日、陸軍司政長官に発令され、終戦を迎えた。東京裁判における岡田資の日本人弁護団の一人となる。
戦後に公職追放となる。その後、東京地方裁判所調停委員を務めた。

## 栄典
勲章
- 1940年（昭和15年）8月15日 - 紀元二千六百年祝典記念章[8]
- 1944年（昭和19年）8月15日  - 勲二等瑞宝章[9]